# Untergang eines Herzens

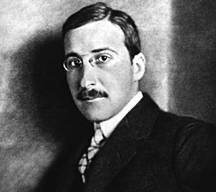
Stefan Zweig (1881–1942) – österreichischer Schriftsteller

Untergang eines Herzens ist eine Novelle von Stefan Zweig aus dem Jahr 1926.

## Handlung
Der Geheime Kommissionsrat Salomonsohn, einer der reichsten Männer in seiner süddeutschen Heimatstadt, ist mit der Gattin und der gemeinsamen 19-jährigen Tochter Erna in einem Hotel im oberitalienischen Gardone abgestiegen. Manchmal wird der 65-jährige kleine, dicke Mann von Gallenkrämpfen geplagt. In jener Nacht aber, in der die Erzählung einsetzt, raubt ihm wohl Magendrücken, durch italienische Kost verursacht, den Schlaf. Als Salomonsohn deswegen aufsteht und sich durch den dunklen Korridor tastet, macht er eine unfassbare Entdeckung. Erna kehrt, offenbar ohne den Vater zu bemerken, in ihr Zimmer zurück. Salomonsohn stellt weder seine einzige Tochter zur Rede, noch bespricht er das besondere Vorkommnis mit seiner Frau. Stattdessen rätselt er, innerlich gepeinigt, welcher der drei „geschniegelten Laffen“ als Verführer der bis dato heißgeliebten Tochter in Frage kommen könnte. Ist es der schmalköpfige Conte Ubaldi, der italienische Offizier oder der mecklenburgische Herrenreiter von Medwitz?
Salomonsohn kauft zwar anderntags einen Knotenstock mit eiserner Bergspitze, geht aber mit der klobigen Waffe nicht gegen die Herren vor. Er weiß nicht ein noch aus. Mit vager Begründung – weil ihm die Gesellschaft der drei Herren für Erna unpassend erscheint – bittet er die Gattin, in ein Hotel nach Florenz oder auch Rom zu wechseln. Die Frau kann das Anliegen ihres Gatten nicht erkennen und lehnt es als Unfug ab. Zudem war ein Ausflug nach Desenzano im Fiat des Herrn von Medwitz verabredet worden.
Als Erna, von der doch eigentlich das Glück seines Alters ausgehen sollte, erneut zu einem nächtlichen Gang aufbricht, hat das Sterben des alten Mannes längst begonnen. Er verschweigt seinen beiden Damen einen Gallenkrampf und tritt die Heimreise solo an. Als die zwei Frauen endlich folgen, finden sie daheim einen gleichgültigen Vater und Gatten vor. Salomonsohn, nie im Leben richtig gläubig gewesen, ist über Nacht fromm geworden.
Widerwillig lässt sich der wirklich kranke Mann schließlich, als es gar nicht mehr anders geht, operieren. Nach dem Eingriff, auf dem Sterbebett, will sich Salomonsohn noch ein letztes Mal der geliebten Tochter zuwenden. Es gelingt ihm nicht. Er stößt sie weg.

## Form
Das Personal ist überschaubar. Überdies entfernt sich der Erzähler ganz selten von seinem Protagonisten Salomonsohn. Etwa, wenn Erna und ihre Mutter unter vier Augen die Unbeholfenheit, mangelnde Geselligkeit beziehungsweise Gesellschaftsfähigkeit des Vaters bereden. Zumeist gibt der Erzähler in eindringlichen Passagen innere Monologe Salomonsohns wieder, in denen der alternde, kranke und dann langsam dahinsterbende Geheime Kommissionsrat sein Leben kritisch-missbilligend überschaut und mit Beschimpfungen seiner zwei Lieben nicht spart – etwa wenn er sie zum Beispiel als „ehrlose, läufige Weiber“ in den Dreck zieht. Der unablässig monologisierende Familienvater relativiert aber immer wieder seine Pauschalverurteilungen. Hat er doch seine Frau geliebt, hat sie ihm doch ein Kind geschenkt und war die heranwachsende Erna doch jahrelang seine Hoffnung gewesen.
Bei aller emphatischer Introspektion trägt Zweig die Geschichte zurückhaltend vor. Der arg gemarterte Vater erlebt zwar zweimal die fragwürdigen nächtlichen Gänge seiner Tochter durch das Hotel, doch er stellt keinen Liebhaber, der Erna entehrt. So rätselt der Leser: Zu wem begab sich Erna in der Nacht auf leisen Sohlen durch den düsteren Korridor? Die Frage lässt sich nicht beantworten. In Salomonsohns oben genannten Monologen wird der italienische Offizier, dieser „Windhund“, als Verführer gebrandmarkt.

## Rezeption
- Der Text kann als Psychoanalyse des Falles Salomonsohn gelesen werden. In Briefen vom 4. September 1926 und vom 2. Oktober 1926 an den Autor zeigen sich Freud und Schnitzler mit der Figur des Salomonsohn nicht so richtig einverstanden.[4]
- Nach Rovagnati überdecke Stefan Zweig die Handlungsarmut mit „phantasievoller Metaphorik“.[5] Den späten Rückfall seines Helden Salomonsohn in den jüdischen Glauben, so wie er ihm als Kind anerzogen worden war, nimmt Rovagnati als Ausgangspunkt für einen Blick in die innere Befindlichkeit Stefan Zweigs.[6]

### Erstausgabe
- Stefan Zweig: Verwirrung der Gefühle. Drei Novellen. (Vierundzwanzig Stunden aus dem Leben einer Frau. Untergang eines Herzens. Verwirrung der Gefühle). Insel-Verlag, Leipzig 1927, 275 Seiten, Halbleder

### Verwendete Ausgabe
- Stefan Zweig: Untergang eines Herzens. In: Novellen. Bd. 2, S. 395–432. Aufbau-Verlag, Berlin 1986 (3. Aufl.), ohne ISBN, Lizenzgeber: S. Fischer, Frankfurt am Main, 532 Seiten

### Sekundärliteratur
- Gabriella Rovagnati: „Umwege auf dem Wege zu mir selbst“. Zu Leben und Werk Stefan Zweigs. Bouvier Verlag, Bonn 1998 (Bd. 400 der Reihe „Abhandlungen zu Kunst-, Musik- und Literaturwissenschaft“), ISBN 3-416-02780-9